# カップリングパーティー
カップリングパーティー（婚活パーティー）とは、結婚したい男女、または恋人を探している男女が一堂に会してカップル成立を目指すパーティーであり婚活の一種である。由来は昔のテレビ番組「ねるとん紅鯨団」を原型として全国に広まったことから、ねるとんパーティーと言われていた。婚活パーティー、オミパ（お見合いパーティー）、恋活パーティーとも呼ばれている。なお、現在は街コンと一括りにされている。

## パーティーの形式
限られた時間の婚活パーティーでは、参加者からカップルを成立させるには、以下のような課題に応える必要がある。
- 限られた時間で効率的に多数の異性と会話する
- 気に入った異性と会話する機会を設ける
- 話し下手な参加者が「壁の花」になることを防ぐ
- 参加者に恥をかかせない

初期のカップリングパーティー、婚活パーティーは「ねるとん紅鯨団」の形式を踏襲していたため、カップルを全員の前で発表していたが、以上の課題に応えるためにパーティの改良が進み、プライバシーやオリジナル性を出すために現在では次のような形式が定着している。

### 座席形式
オープンスタイル：
女性の席を配置し、その外側に女性と対面するように男性の席が配置されている以前のオーソドックスな設営形状。全体が見渡せ、異性を掌握できる反面、中間カード記入時やカップリングカード記入時の際のプライバシー性が低いデメリットもあり最近は減少傾向にある。
個室形式：
コロナ禍による影響もあり、現在は簡易的なブースや個室に近いシートなどで区切られている形式が一般的である。プライバシー性がある空間にそれぞれ男女ペアで配置されている。完全個室ではなく、簡易的な個室のようなブースで区切られている形状が過半数である。大手パーティー会社のパーティーパーティーから始まり、追随してホワイトキー、シャンクレール、オトコンなどのパーティー会社が採用している。
マッチングシャッター：
男女間にカーテンのような遮断物で仕切られており、会話時間が開始すると開かれ異性と対面する形式。会話時間以外は自身の空間が確保されており、プライバシー性が比較的高い。老舗のホワイトキーが導入している。
相席スタイル：
各ブースごとに男女複数人が座る。男女ともに2人ずつが一般的である。当初の街コン、合コンに1番近い雰囲気が特徴。相席屋、オリエンタルラウンジなどに近い要素がある。1人で参加する場合はその場に参加している同性の1人参加者とペアにして席を割り当てる。
上記いずれも、受付を済ませた後に番号札を貰い、同じ番号の席やブースに着き、プロフィールシートの記入や専用端末にて準備する。

### 進行（前半）
男性が女性の席を回りながら進行する形式が一般的で全員との会話・挨拶をかわす（自己紹介タイム）。1人あたりの会話時間は3分〜5分が一般的だが、パーティーの趣旨や参加者の人数によって変わることもある。
1. 司会者の合図で、対面する異性と交換したプロフィールシートを参考に3分〜5分間程度の会話をする。
2. 司会者の合図で、会話を終了し、男性は一斉に次の女性の席へ移動し話をする。
3. すべての異性との会話が終わるまで、以上を繰り返す。
4. 全員と会話を終えたら「中間印象カード」に、気に入った異性の番号に○を記入（または該当する番号を記入、端末に入力）後、提出する。

### 進行中盤（中間印象）
異性全員会話後、好印象である相手を指名し、相手に間接的にアプローチができる。カップリングまでの間に好感度の有無を知ることで、マッチングに近づける仕組みである。なお、中間印象の結果を主催者から渡されるが、会社により下記の3通りの発表パターンがある。
①　
自分に○をつけた異性の番号が主催者によって記入されている簡易的な中間発表で個別に受け取る仕組み。主にシャンクレール、オトコンが導入している。
②　
システム化された解析された中間印象の結果を全員に配布し個別に知らせる。
参加者全体の中間印象から導き出されたカップルになれる可能性の確率や具体的な指名状況がわかる中間印象解析シートを採用している会社も増えている。ホワイトキーが導入している。
③　
各々の端末に相手から自分に対しての指名有無の結果が反映される。パーティーパーティーが導入している。

### 進行後半
パーティー後半は会社や婚活パーティーの趣旨によって内容が変わる。
フリータイム制　
最もスタンダードな進行で、気に入った異性と談笑する時間となっている。通常は2 - 3回あるため、回数分の相手と自由に話せるが、早い者勝ちにより、人気のある相手の場合は一部の人しか恩恵を得れないケースが課題となっている。
ダブルトーク
2回全員と話すことができる。
ただし開催時間に限りがあるため、２周目は圧倒的に時間が短いためのんびり話せないことがある。また、２回目に連絡先を渡す参加者が多いようだ。
AI Matching　
中間印象の指名状況をベースに、人工知能（ＡＩ）が話す相手を指定することでフリータイムのように話せない人を減らす仕組みもある。
イベントによっては上記のいずれも行わず、終盤のカップリングに進むこともある。

### 終盤
パーティ終盤では、最終的に気に入ってカップルになりたい異性の番号を概ね第3希望くらいまで記入できる“カップリングカード”を提出。主催者はそれを集計して、互いに指名のあった男女をカップルとみなす。
以前はカップルを発表する形式がスタンダードだったが、最近ではプライバシーの配慮により全体発表しないでカップリング（マッチング）した本人同士への通知が主流。
カップルが成立したら、その後合流し、連絡先を交換するのが一般的。会社によってはカップリングとは別に連絡先を渡すことができるサービスもあるが、あくまでも一方通行のため、カップリングを目指すのが一般的である。

## 第一印象・服装
カップリングパーティーでは、限られた制限時間の中で異性へアピールすることが求められる。短い時間の場合、内面よりも外見や服装などの第一印象が優先される傾向はあるが、会話時間が確保された婚活パーティーは外見より、内面や価値観の一致でアプローチしやすい傾向である。
また、参加のドレスコードは基本は自由。過去はドレスアップしていた形式が多かったが、平日は仕事帰りに立ち寄るからか、男性は半数はスーツ姿が見られ、休日はカジュアルな服装で参加するのが一般的。傾向として、男女ともに清潔感のある服装が好印象を持たれる。まれにスタイリングについてのカウンセリングをする会社もある。

## 婚活パーティーの種類
基本的には参加者全員と男性側、女性側で分かれ、1対1で会話できるのが婚活パーティーである。
- 婚活パーティー

個室、オープンスタイルなどレイアウト形式は様々であるが、過半数はこのスタンダードな婚活パーティー。人数は数名程度の小規模〜数十名超えの中規模がある。
- アクティビティ系

料理合コン・体験ツアー・バスツアーと様々である。
- フリースタイルパーティー

受付後は終始フリータイムであるため、スタッフによる進行等はないので、自身で異性に声をかける。
- オンラインパーティー

zoomや専用アプリを使用してオンライン上で行える婚活パーティー。リモートワーカーに人気があり、最も手軽である。設定等は自身で行うので、必要最低限のパソコンやスマートフォン端末の操作知識が必要である。

## 街コンと婚活パーティーの違い
「街コン」は、2004年に第1回が行われた栃木県宇都宮市の「宮コン」が発祥。「地域活性化」と「出会い」を組み合わせた画期的なイベントとして注目され、その後全国各地に広まった。
同性2名以上で1組になって参加している店舗を回り、食事やほかの参加者との会話を楽しむのが、一般的な街コンの形式である。
街コンをきっかけに誕生したカップルが結婚するケースも見られるようになり、カジュアルな婚活として増えている反面、目的を婚活に限ったイベントばかりではないので、街コンでは婚活を食事に重きをおいているなど、婚活を目的としていない参加者も存在していた。
現在はコロナ禍により店の回遊を控える傾向にあるため、パーティー会場で行うことが一般的となり、婚活パーティー≒街コンとして同義語になりつつある。

## カップリングの課題
カップリング＝カップル（交際）ではない。第一希望から優先順位をつけ、男女とも互いに「第三希望同士」でも「第二希望と第三希望」でもカップリングが成立する。
婚活パーティーに参加した場合も、会社によっては最小で0名・最大で1名としか連絡先を交換できないパーティー会社もある。そのため、参加者が連絡先を交換したい相手と交換できない可能性がある。
メッセージカードというものを用意して参加者に渡せる会社もある。